# Pararge adusta
Pararge adusta är en fjärilsart som beskrevs av Standen 1905. Pararge adusta ingår i släktet Pararge och familjen praktfjärilar. Inga underarter finns listade i Catalogue of Life.